# ایچیکاوا نو تسوبونه
ایچیکاوا نو تسوبونه (به ژاپنی: 市川局 Ichikawa no Tsubone); – ۵ آوریل ۱۵۸۵ یک زن جنگجو اونا-بوگیشا در دوره سنگوکو بود. وی موجب خارج شدن خاندان اوئوچی و خاندان اوتومو از منطقه چوگوکو شد. همسر او یک سامورایی بنام ایچیکاوا تسونه‌یوشی و ملازم خاندان موری بود. او از قلعه کونومینه در برابر حمله خاندان اوئوچی دفاع کرد.